# Dům středního Polabí
Dům středního Polabí je místní dobová forma lidové architektury, typická pro poměrně velké území na rozhraní východních, středních a severních Čech.

## Lokalizace
Zástavbu tohoto typu lze najít v oblasti vymezené přibližně Prahou ze západu, Semily na severu a Litomyšlí na východě. Jedná se o regiony Mělnicko, Boleslavsko, Turnovsko, Kouřimsko, Poděbradsko, Nymbursko, Jičínsko, Čáslavsko, Chlumecko, Novobydžovsko, Pardubicko, Hradecko a Chrudimsko.

## Charakteristické znaky
Přestože se jednalo o domy v nejbohatších (etnicky) českých zemědělských oblastech, zástavba je typicky přízemní a patrové budovy jsou spíše výjimkou. Dům byl obvykle roubený, se sedlovou střechou, s předsazenou lomenicí, bohatě zdobenou zejména klasovitým skládáním prken, a u starších staveb ve vrcholu štítu s kabřincem, případně s polovalbičkou nebo makovičkou. V konstrukci roubení se mnohdy uplatňovaly trhanice, někdy byly domy omítané hliněnou omazávkou (tzv. v kožichu). Trojdílné dispoziční uspořádání domu bylo zpravidla komorového typu, tj. světnice, síň a komora (chlév byl obvykle samostatnou budovou, případně měl v téže budově samostatný vchod). Dům byl zpravidla orientován štítem do veřejného prostoru a v čelní fasádě měl dvojici oken, často sdružených. V hospodářské části tato dobová forma někdy tvořila patro, a to zbudováním sýpky nebo komory nad přízemním chlévem.
Stavby této dobové formy jsou doloženy od 16. až do 2. poloviny 18. století, kdy je postupně začaly vytlačovat stavby zděné, případně z vepřovic.

## Architektonické varianty
Lze rozlišit dvě základní varianty domu středního Polabí:

### Dům bez podsíně
Domů tohoto typu se do současnosti dochovalo poměrně málo, a to většinou s velmi jednoduše členěnými nebo jen svisle bedněnými lomenicemi. Jedná se například o:
- Venkovský dům čp. 13 v Nepolisech
- Roubené stavení čp. 1 v Lukové má zvalbený štít
- Dům čp. 5 v Kosicích má rovněž polovalbičku
- Dům čp. 40 v Kosičkách
- Venkovský dům čp. 79 v Kosičkách
- Dům čp. 24 ve Vápně - v rámci pozdějších stavebních úpravy byla mj. odstraněna původní rákosová střešní krytina
- Dům čp. 48 v Zachrašťanech
- Dům čp. 12 ve Vysočanech - hodnotná lomenice s nápisem na záklopovém prkně (dům umístěn ve dvoře za novostavbou)
- Dům čp. 13 ve Vysočanech - roubený dům byl obezděn, v 80. letech 20. století pak byla část roubení znovu odkryta
- Dům čp. 50 v Barchůvku
- Dům čp. 12 v Prasku - stavba s předsazeným štítem
- Dům čp. 47 v Sekeřicích
- Dům čp. 14 v Šaplavě
- Vesnická památková zóna Nové Smrkovice (několik staveb)
- Vesnická památková zóna Libeň (několik staveb, např. čp. 1, 2, 3, 4, 10)
- Dům čp. 766 v Novém Bydžově má vedlejší světnici se samostatnou sedlovou střechou
- Dům čp. 5 v Chmelovicích má zajímavou lomenici - horní třetina skládána klasovitě, spodní část ve střední partii svisle a v trojúhelníkových partiích diagonálně
- Dům čp. 46 ve Volanicích - štít je předsazen před čelo přízemí, lomenice se střídavou klasovitou skladbou
- Domy čp. 61, 62 a 138 v Ohnišťanech
- Dům v Říční ulici čp. 76 v Chlumci nad Cidlinou má zvalbený štít
- Dům čp. 14 ve Zdechovicích
- Dům čp. 18 v Hrobičanech

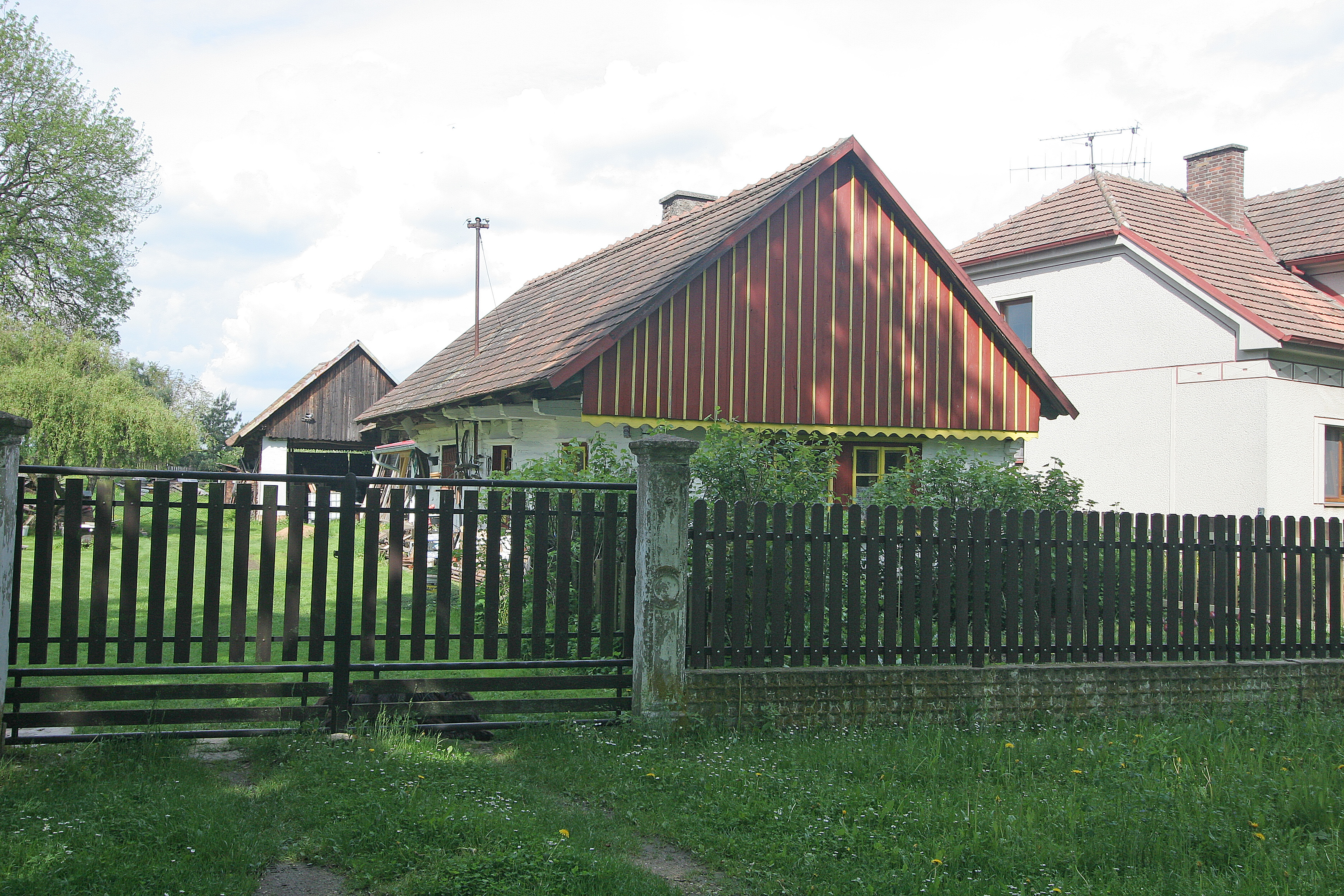
Nepolisy čp. 13
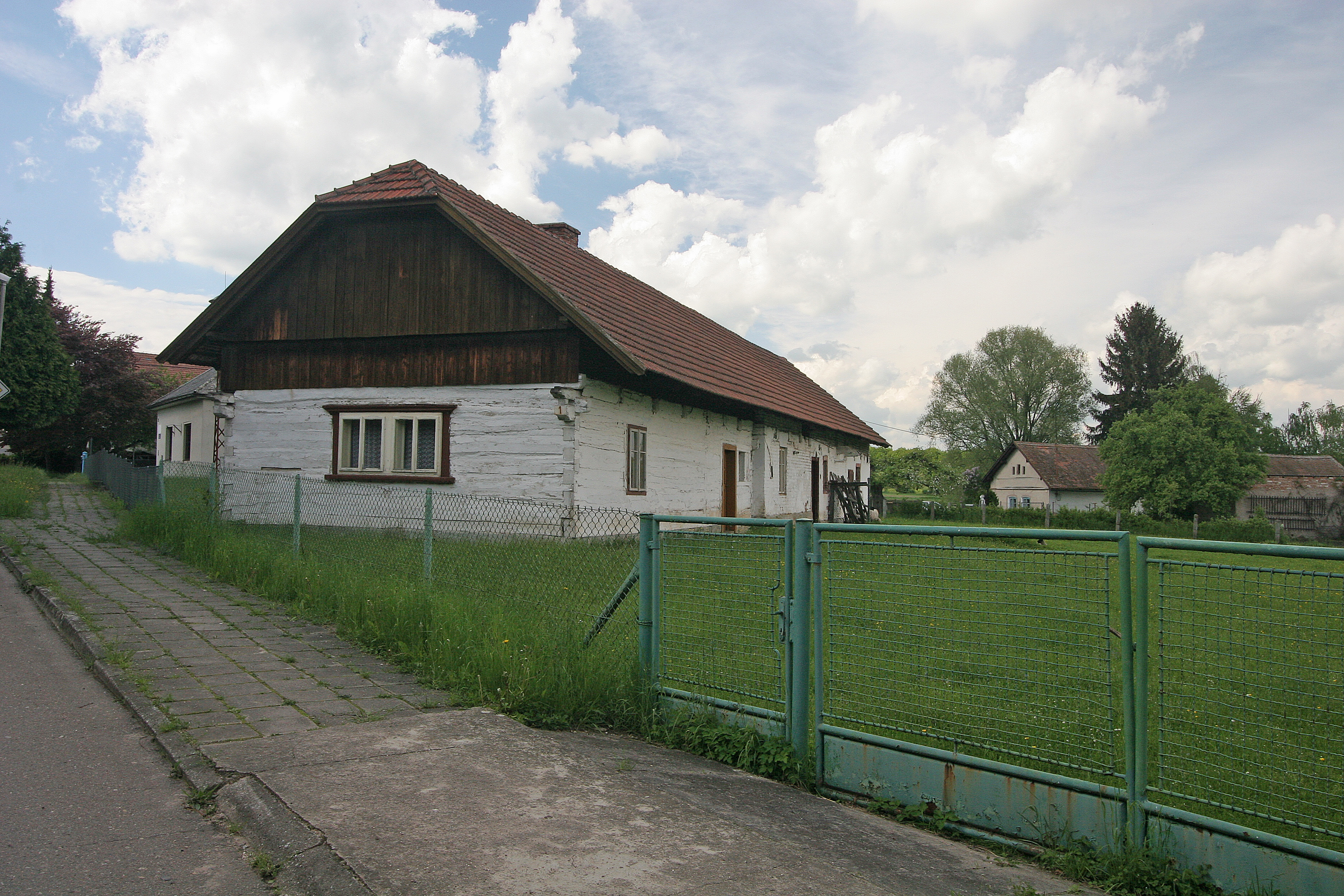
Luková 1
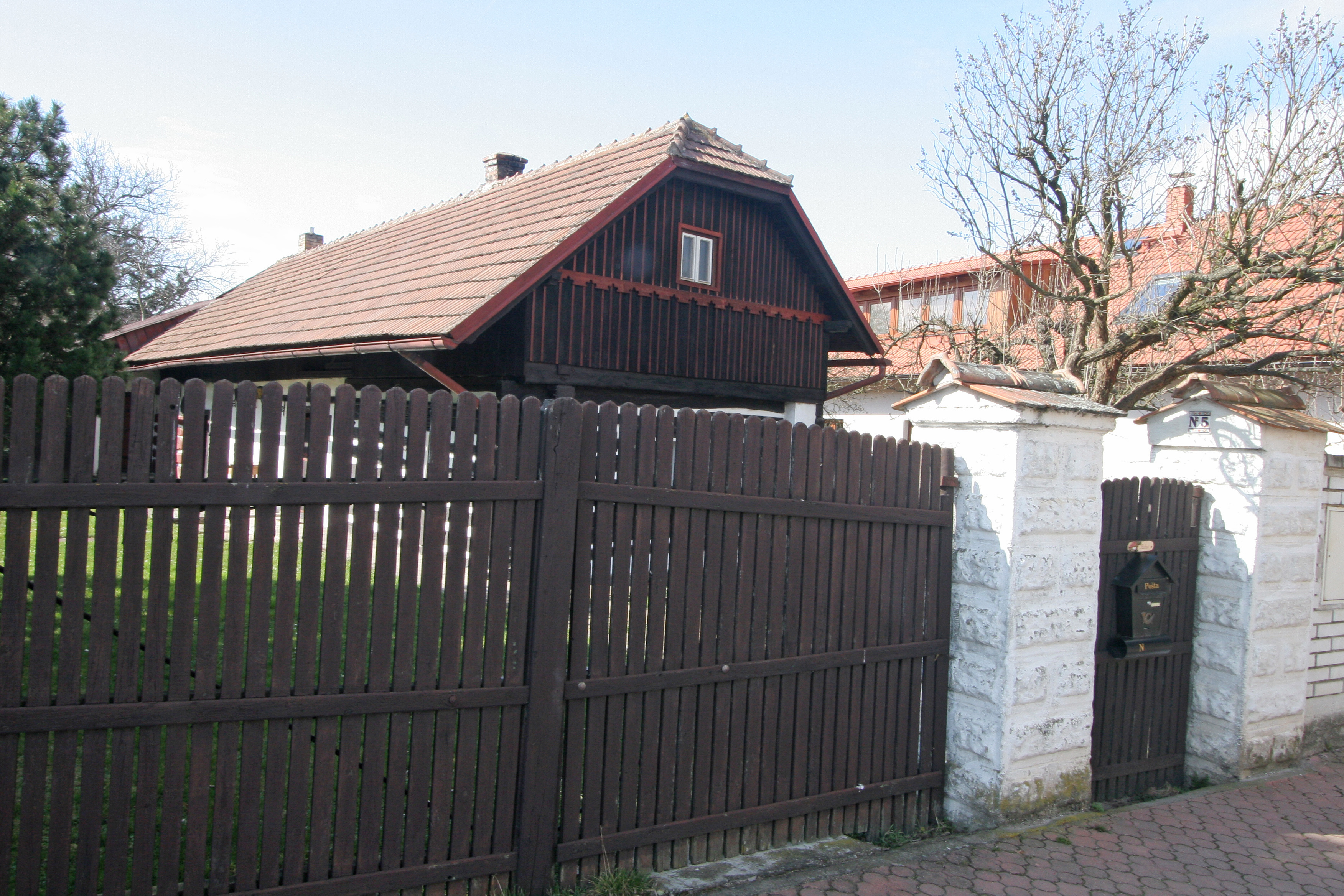
Kosice čp. 5
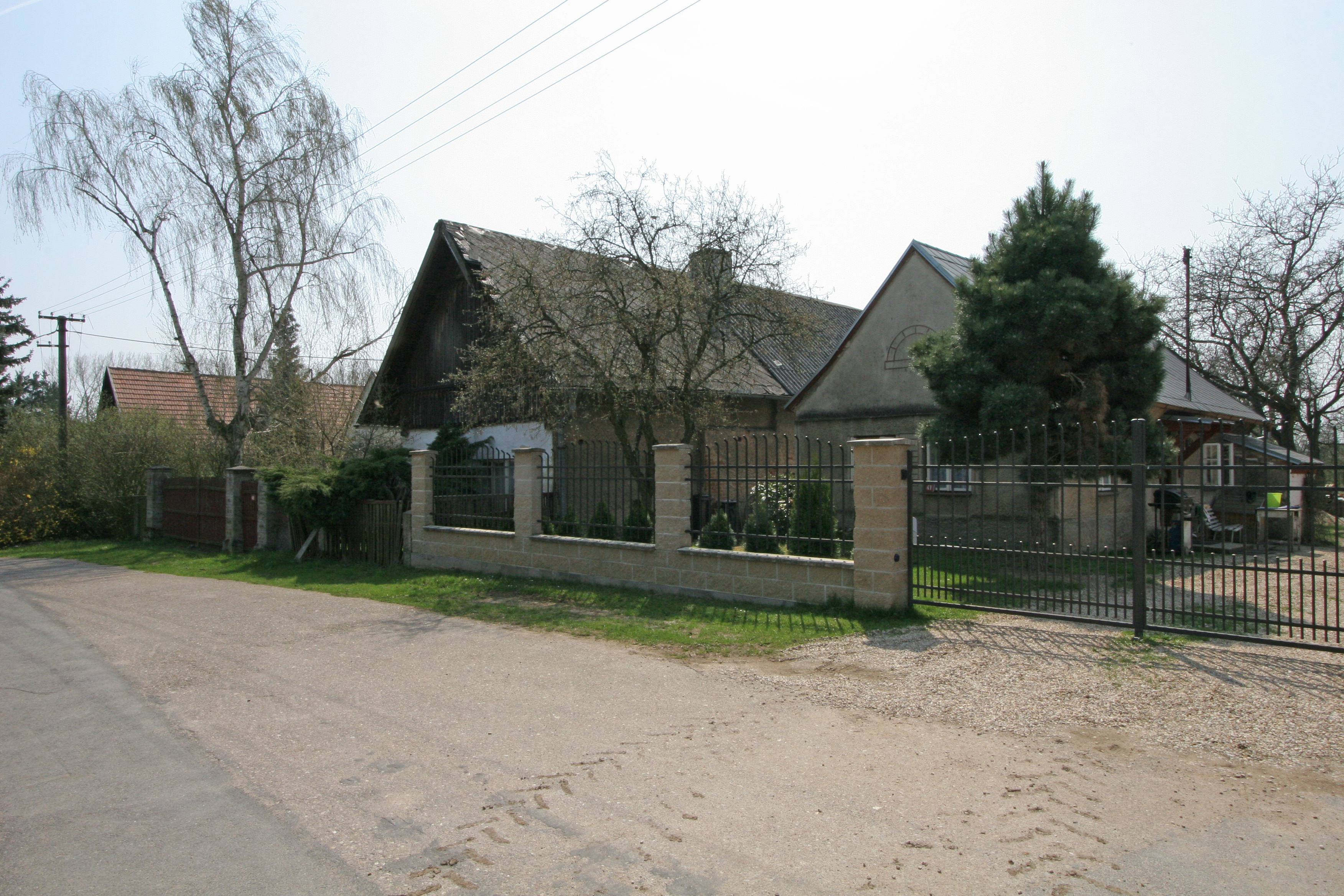
Kosičky čp. 40
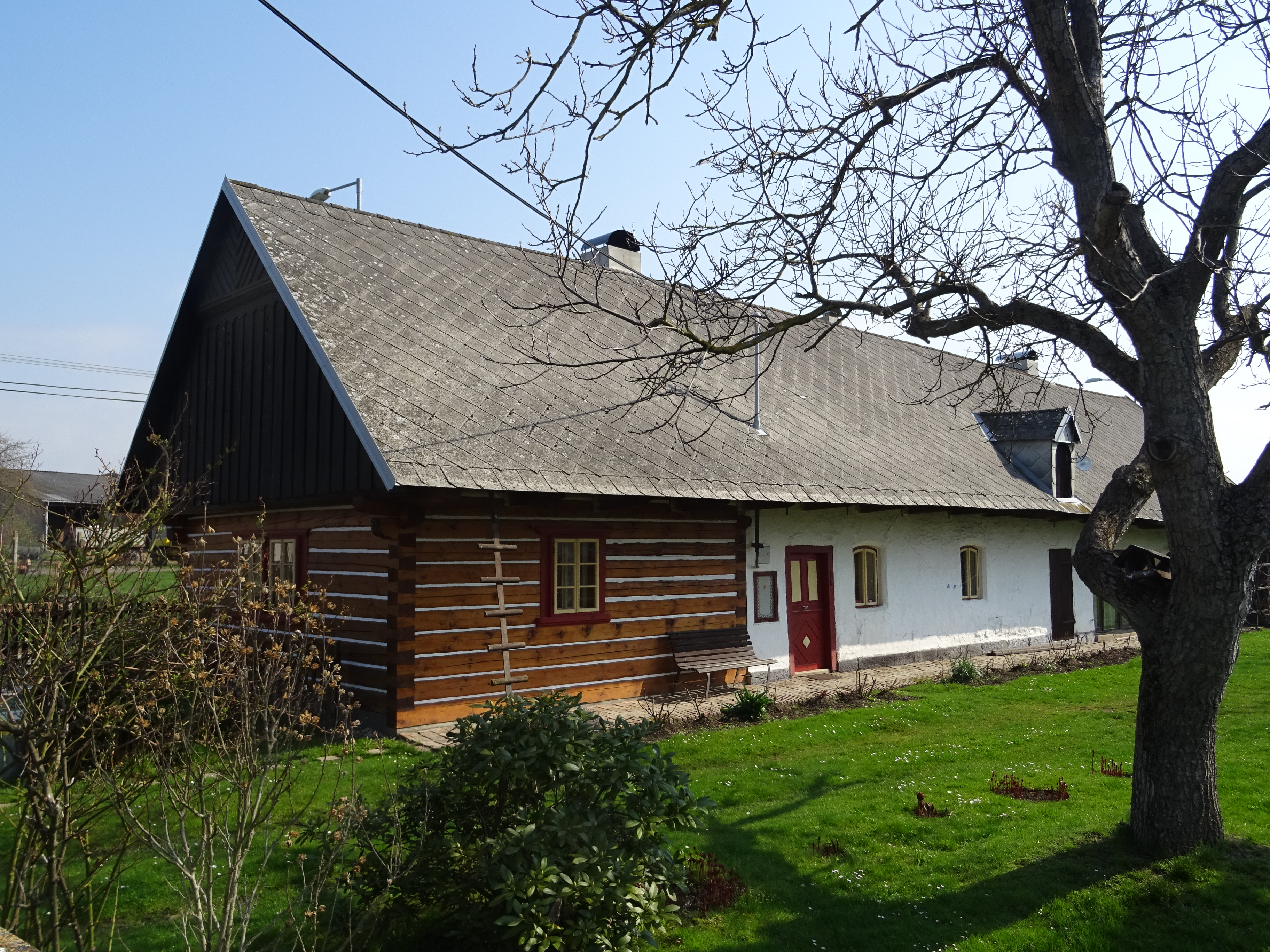
Kosičky čp. 79
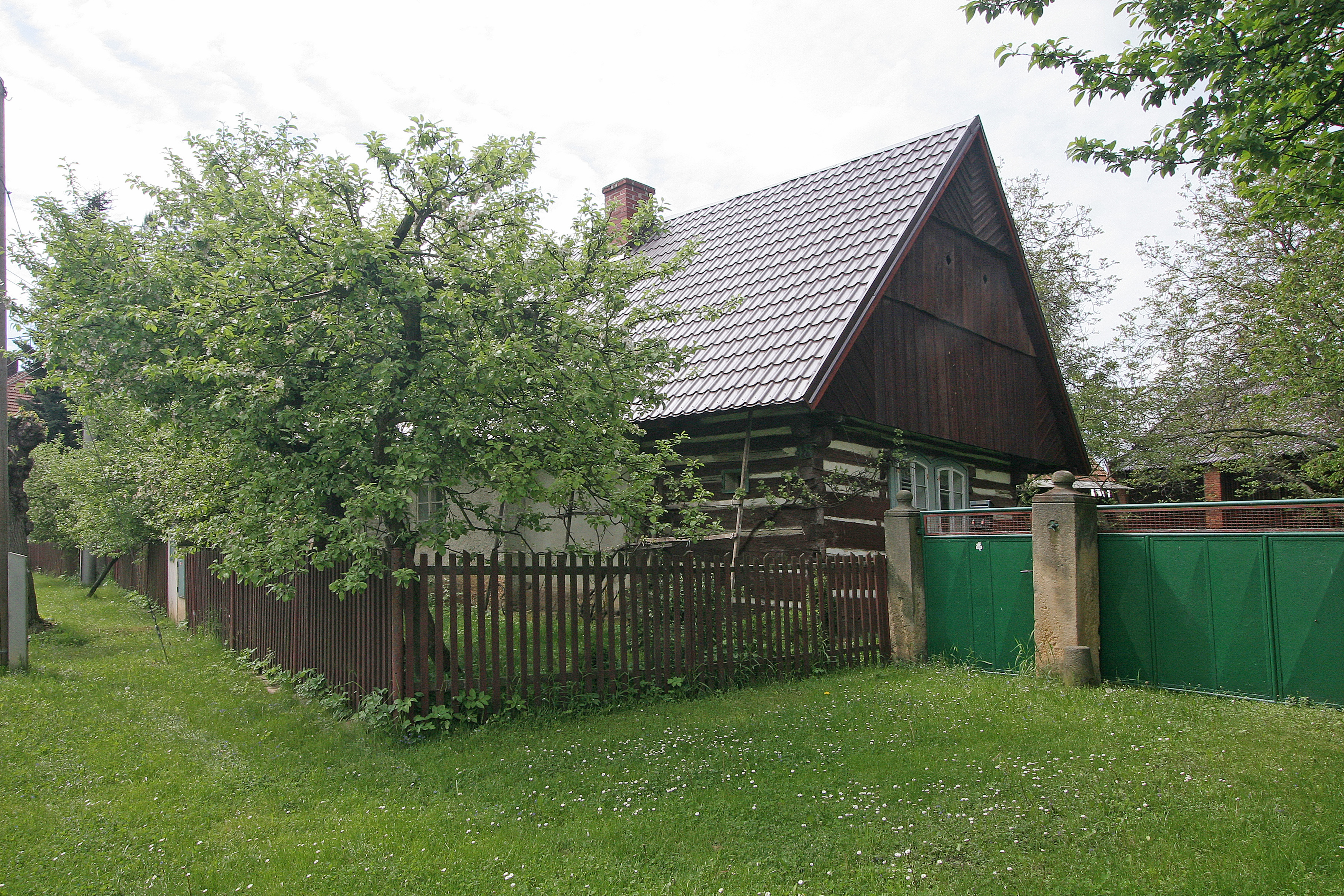
Zachrašťany čp. 48
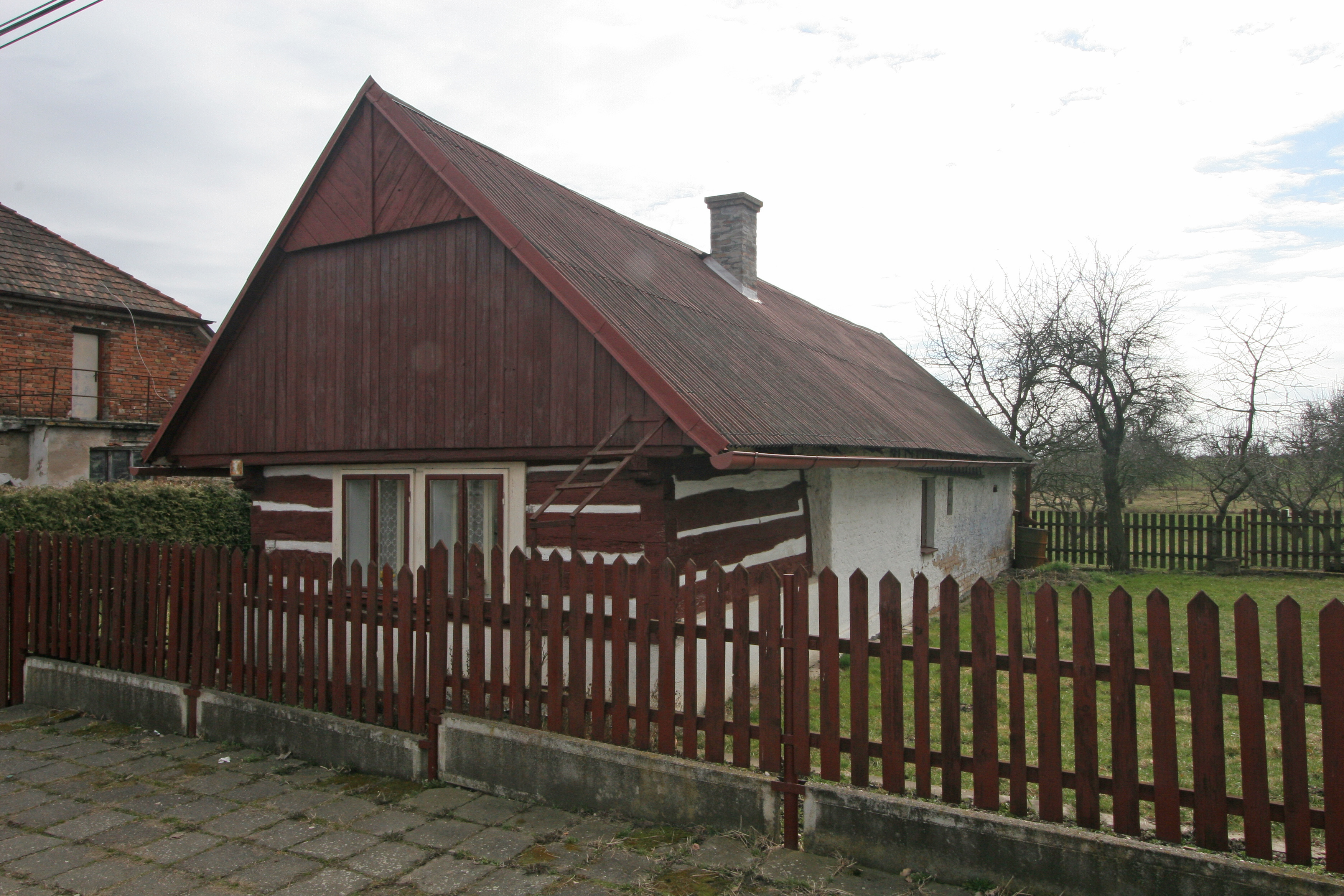
Barchůvek čp. 50
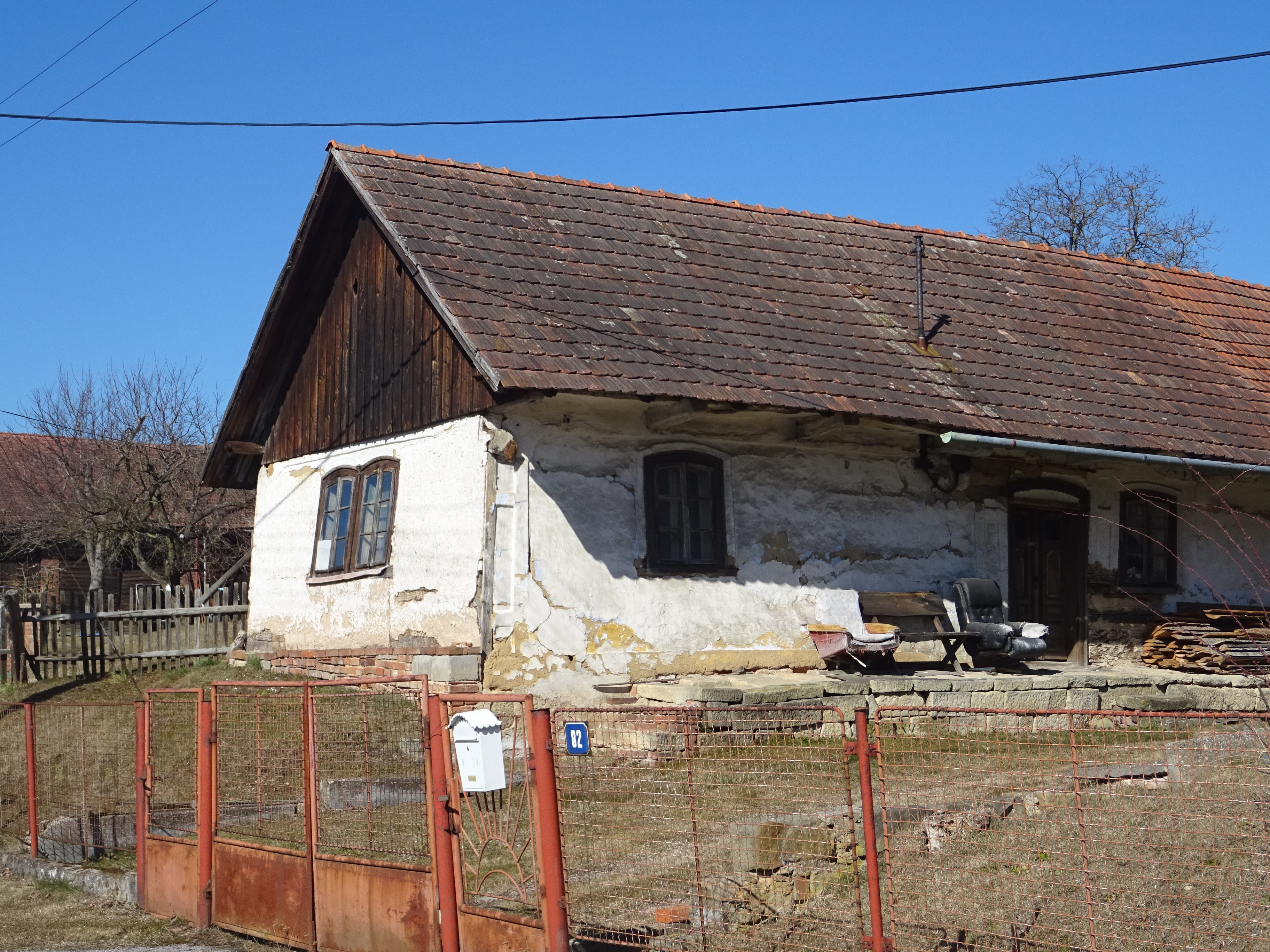
Sekeřice čp. 47
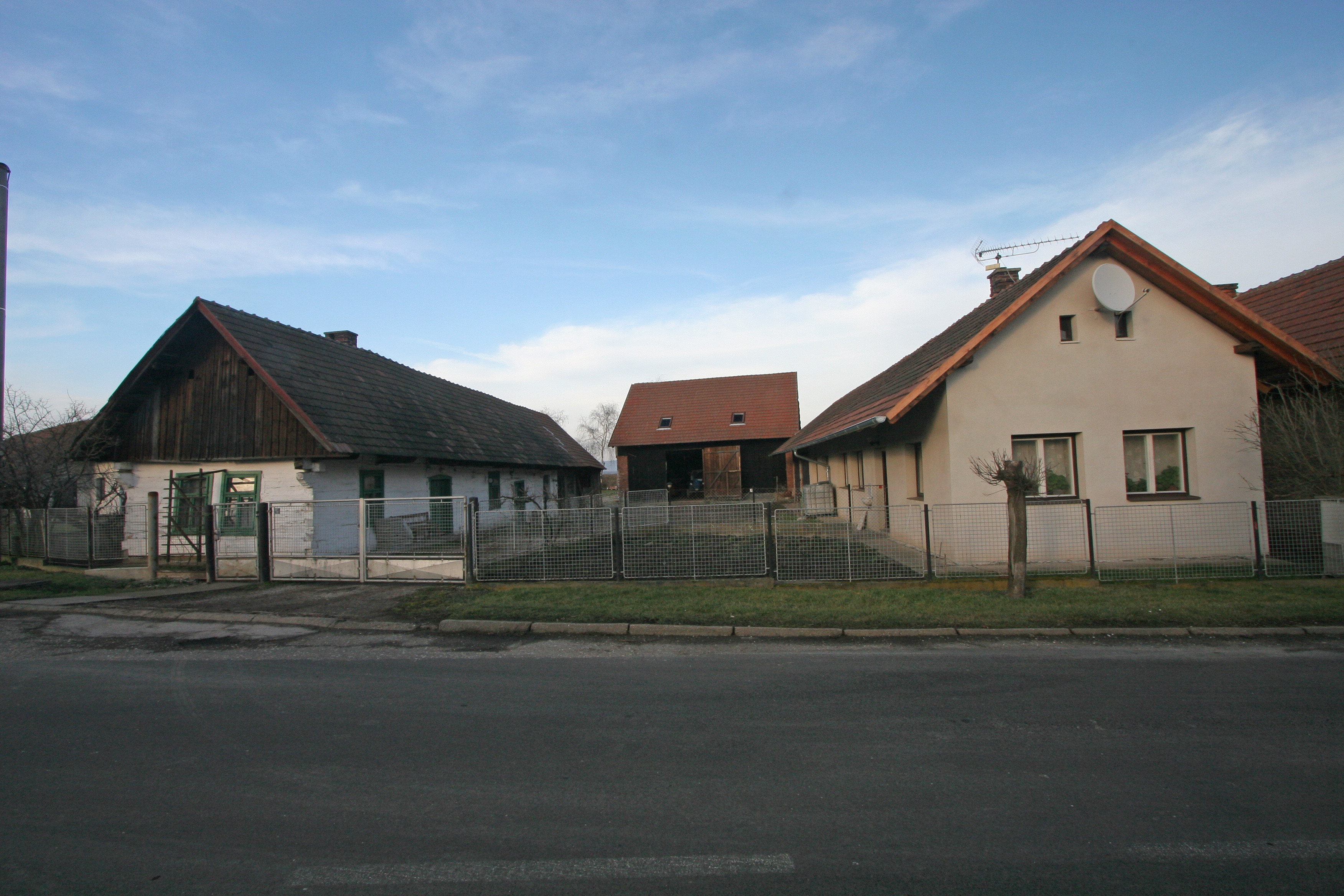
Šaplava čp. 14
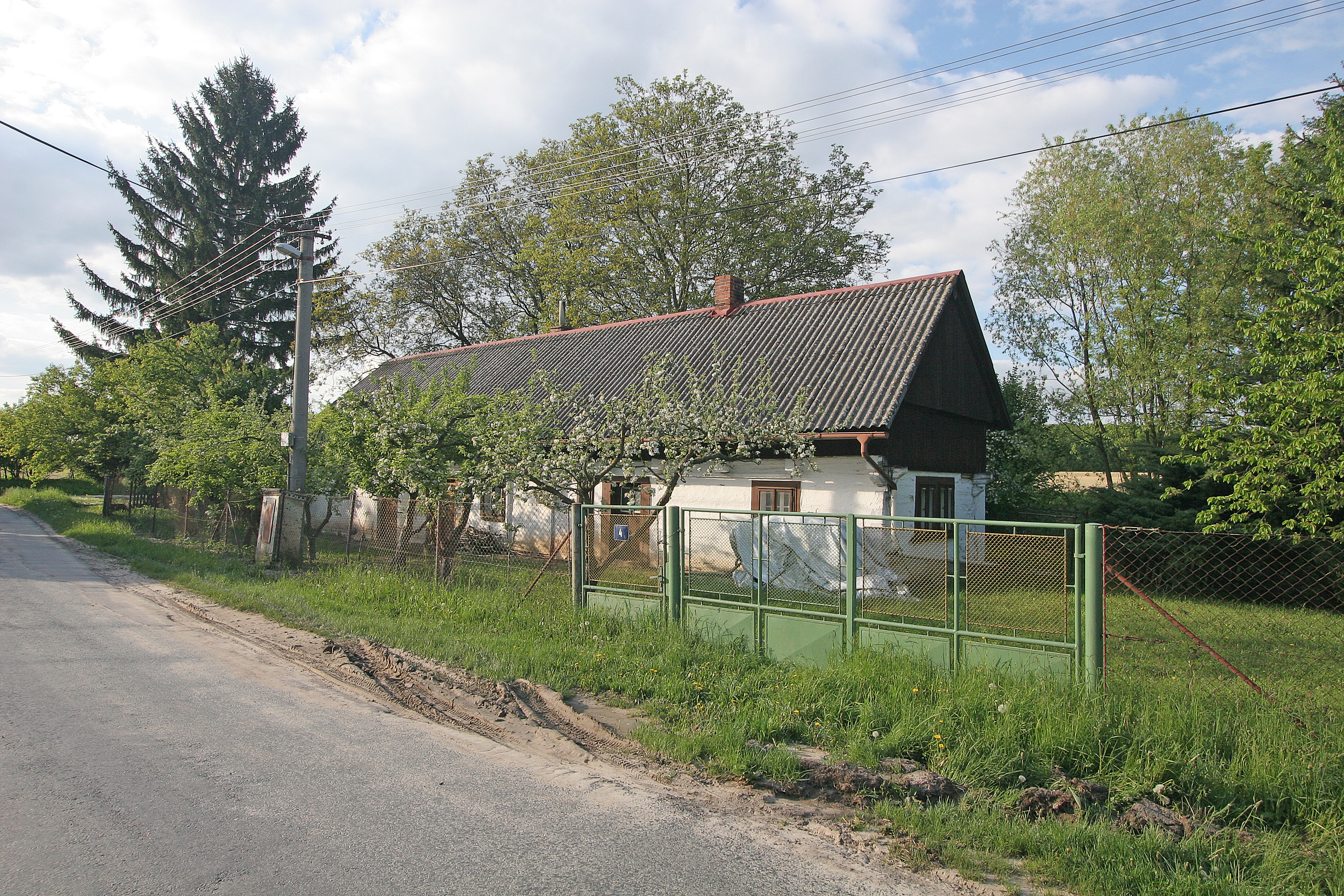
Libeň čp. 4
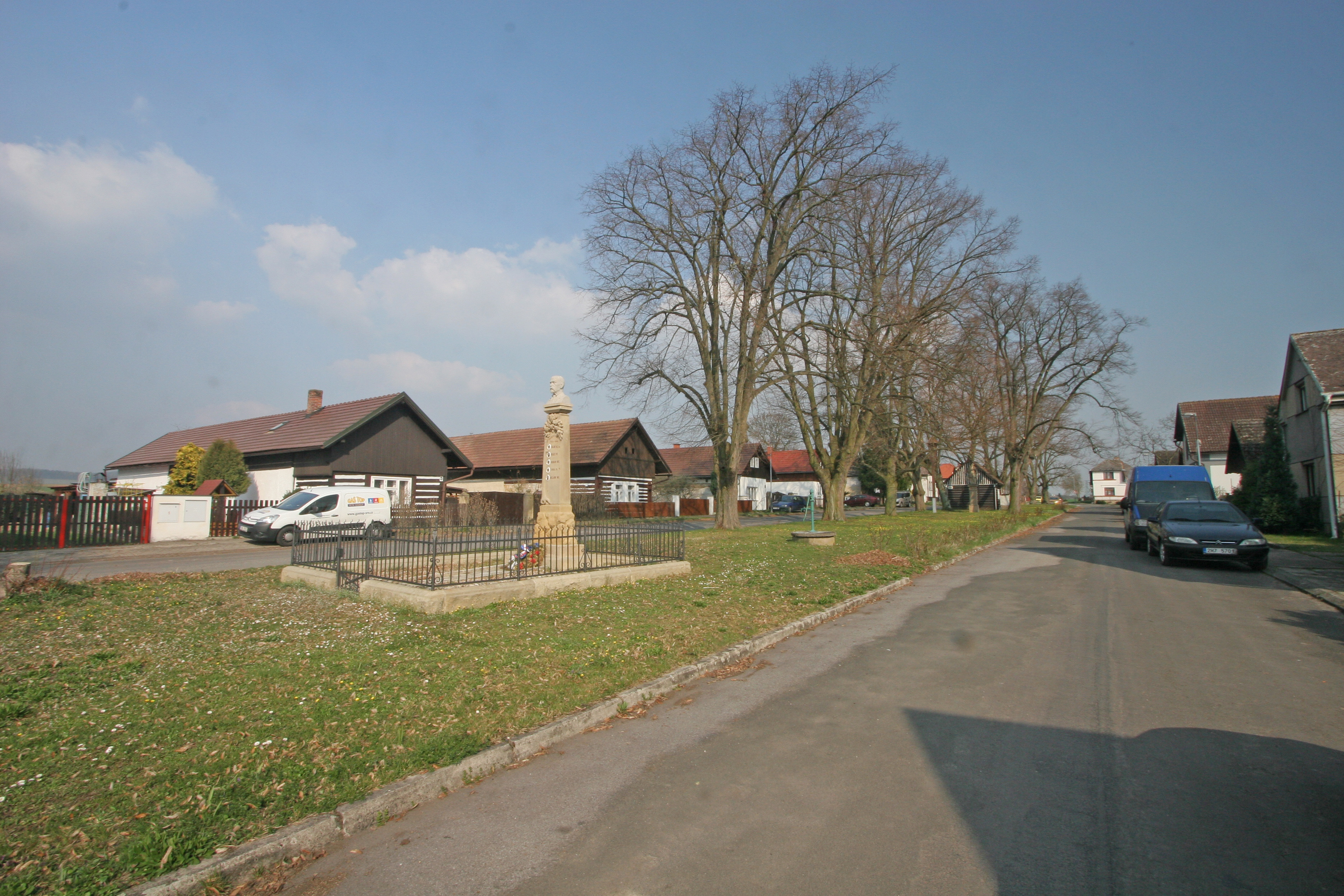
Nové Smrkovice, náves
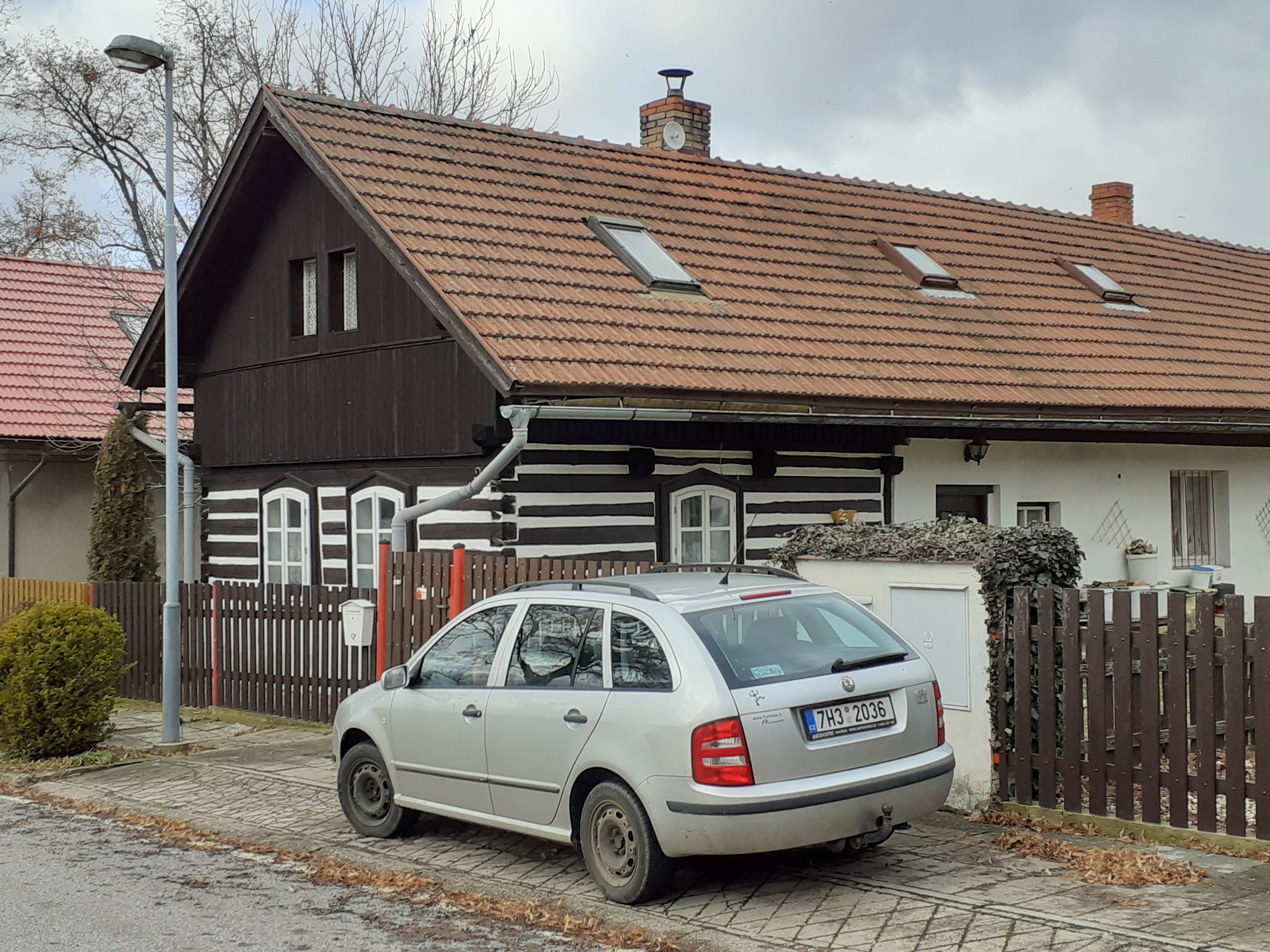
Nové Smrkovice čp. 2
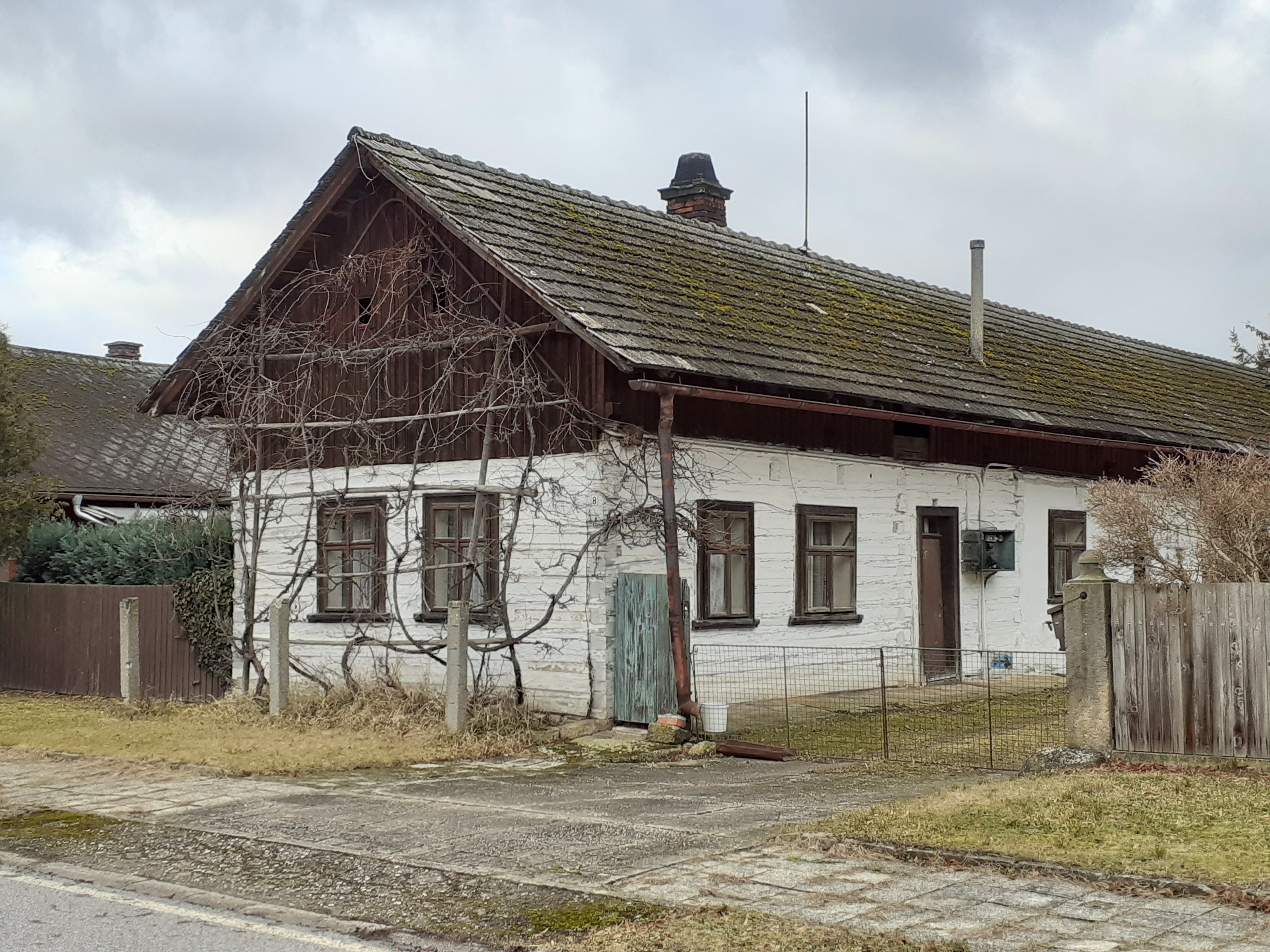
Nové Smrkovice čp. 8
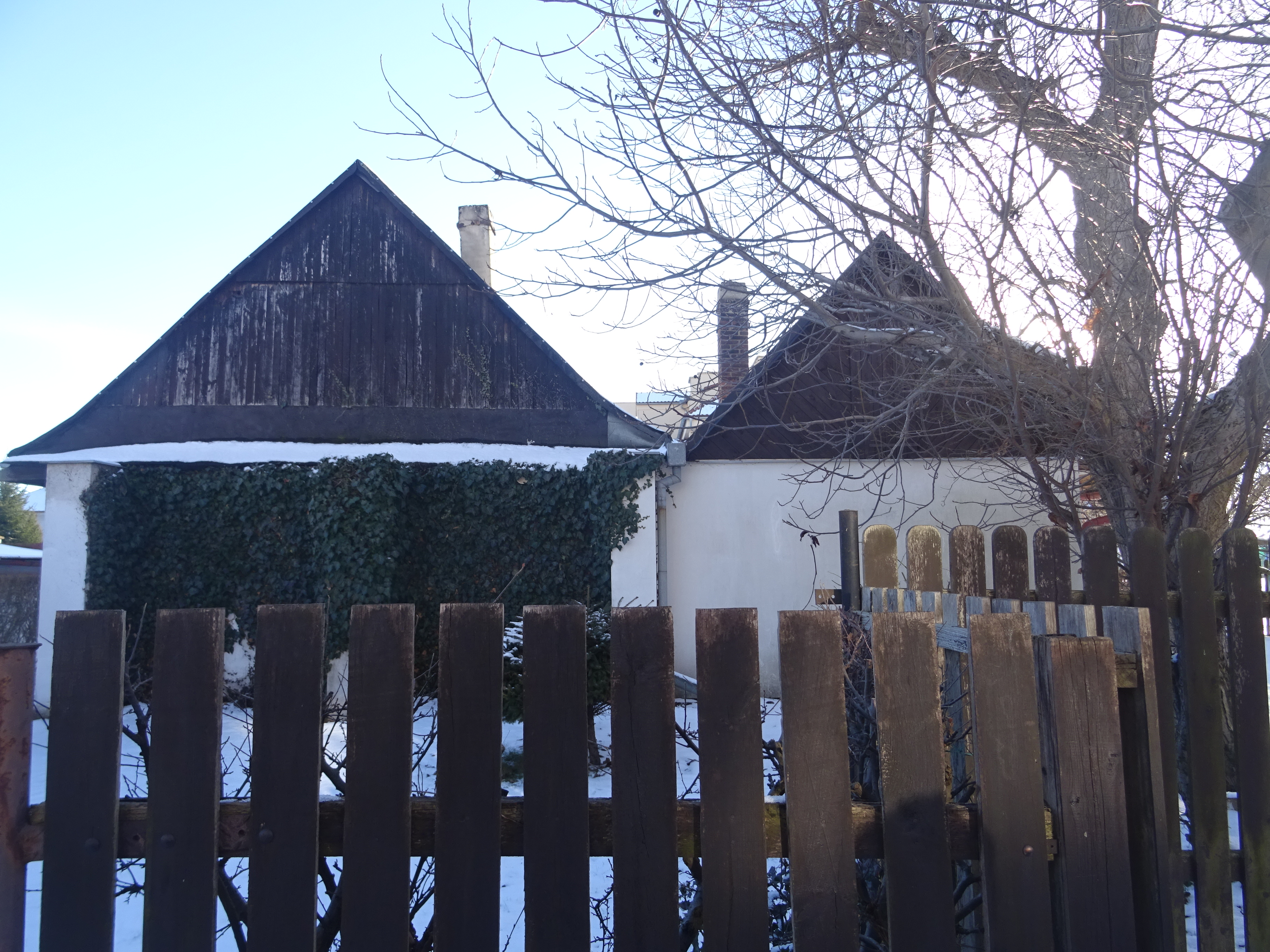
Nový Bydžov 766
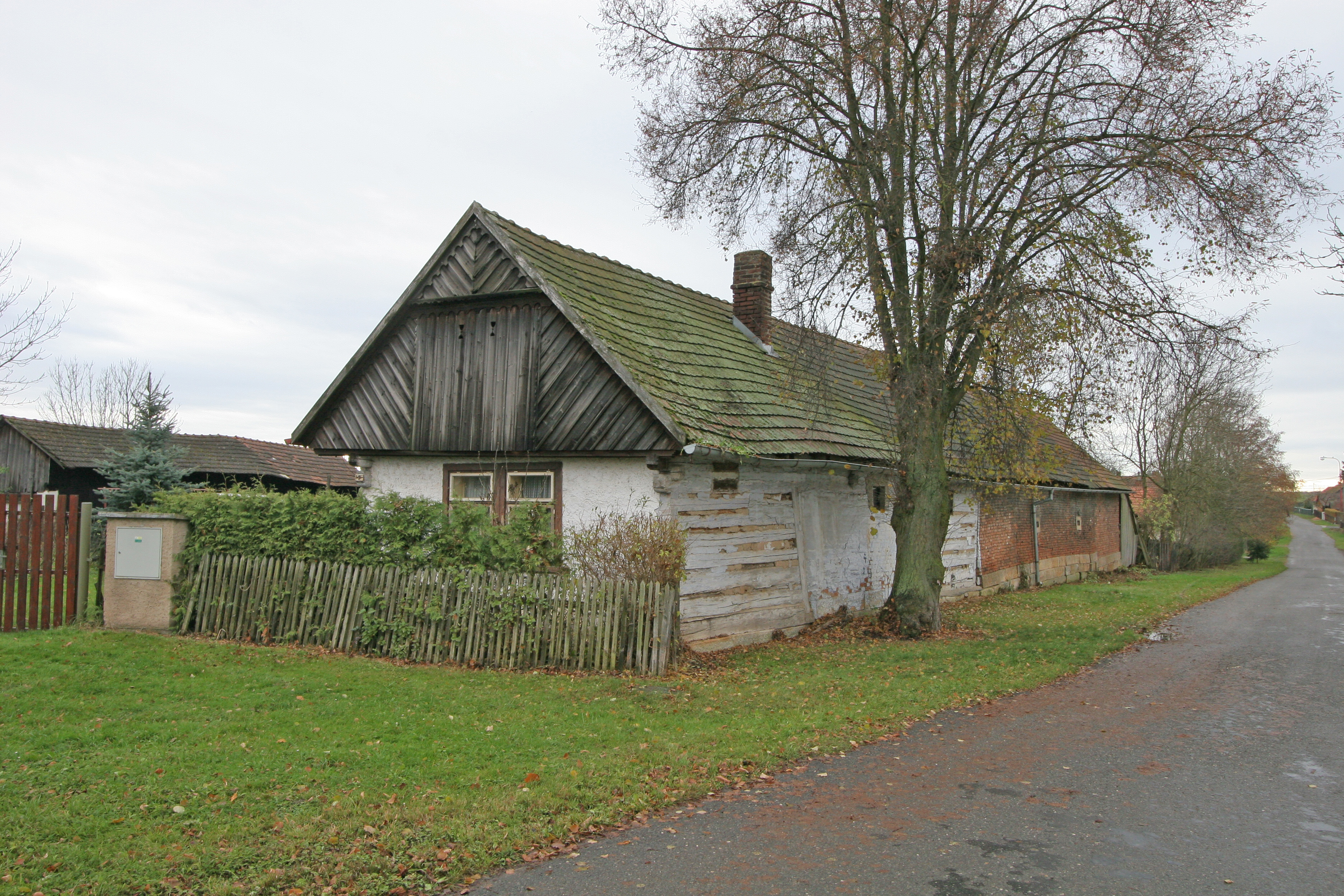
Chmelovice čp. 5
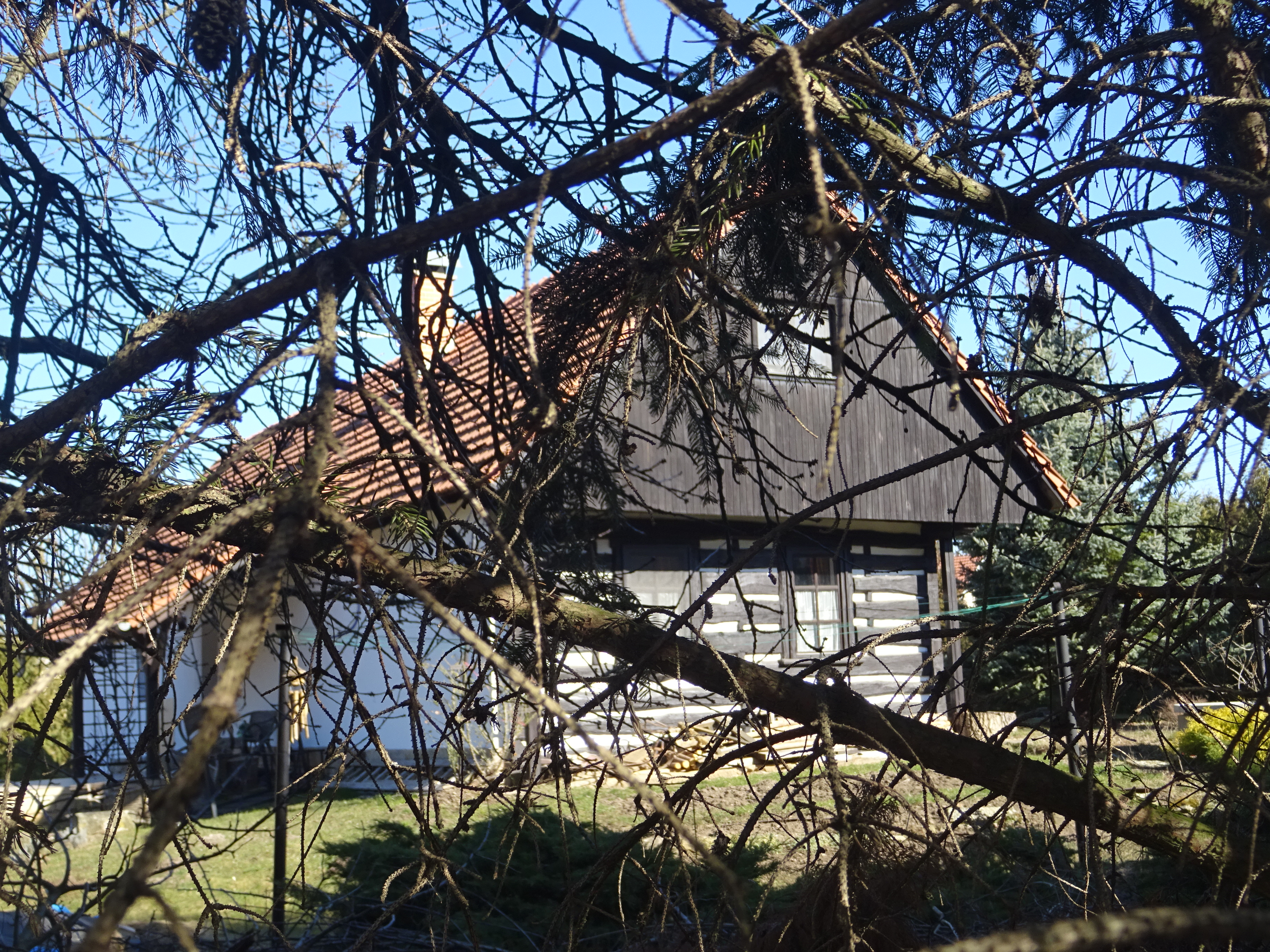
Volanice čp. 46
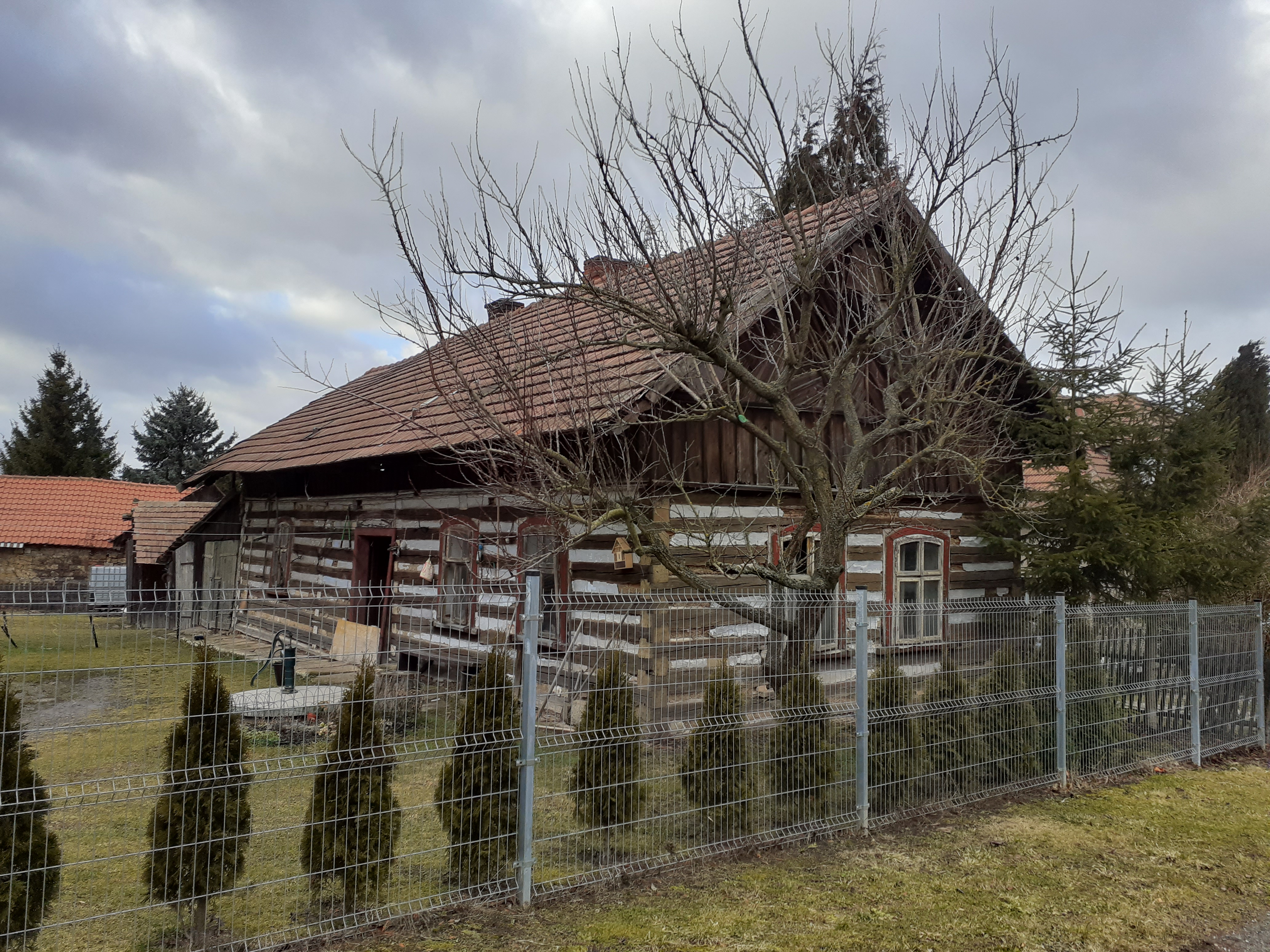
Ohnišťany čp. 61
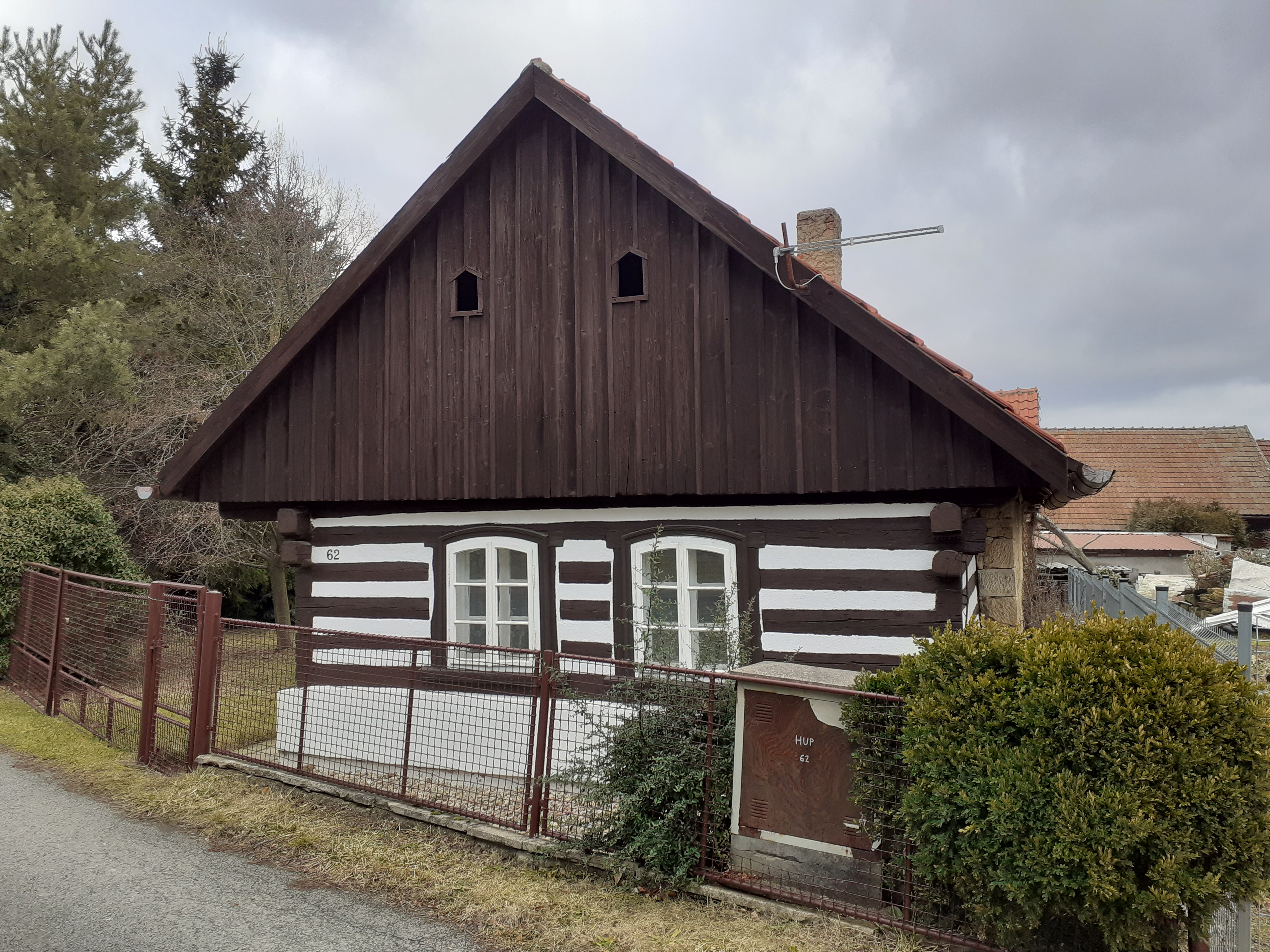
Ohnišťany čp. 62
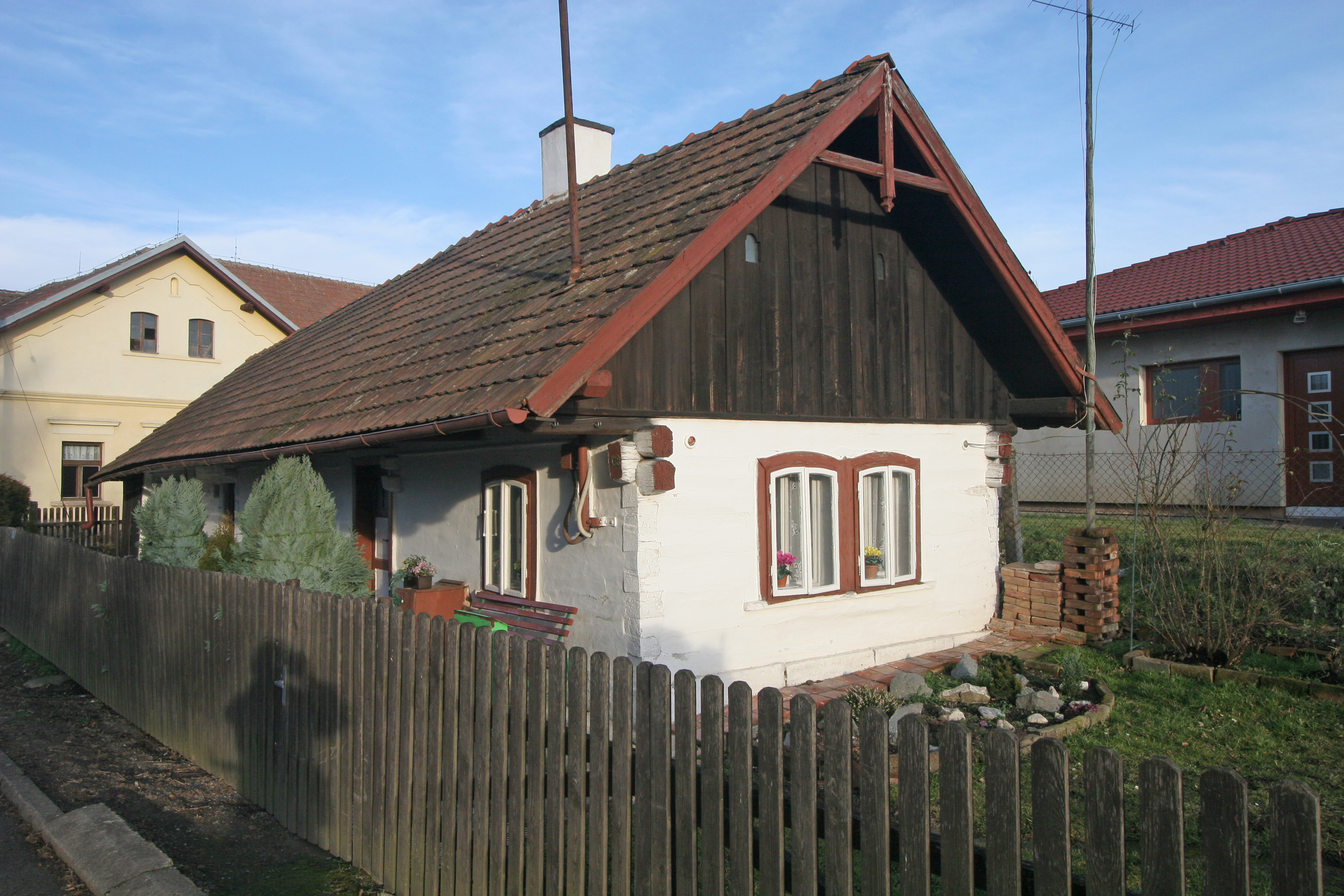
Ohnišťany čp. 138 (rok 2014, později zdemolováno)
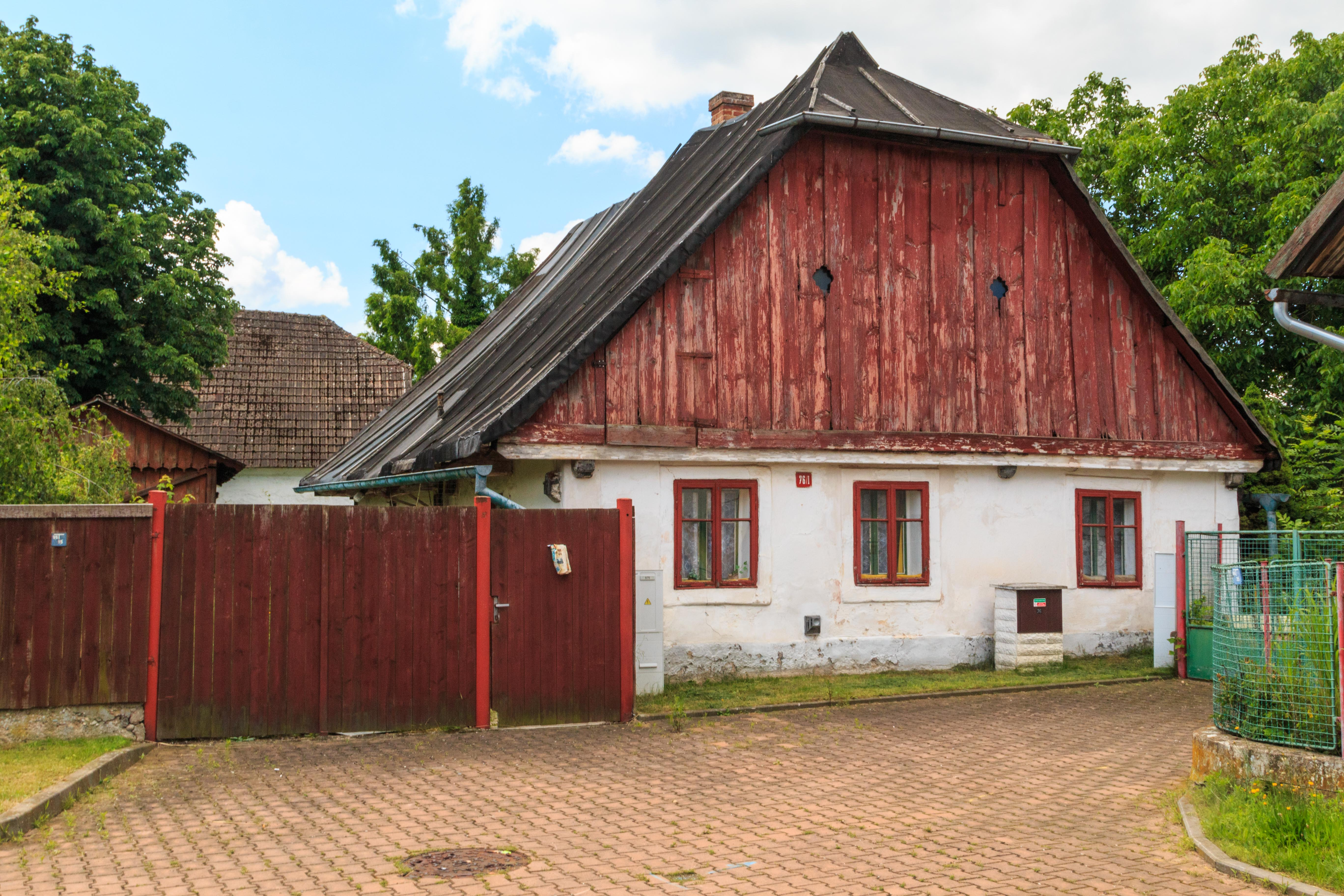
Chlumec nad Cidlinou, Říční 76
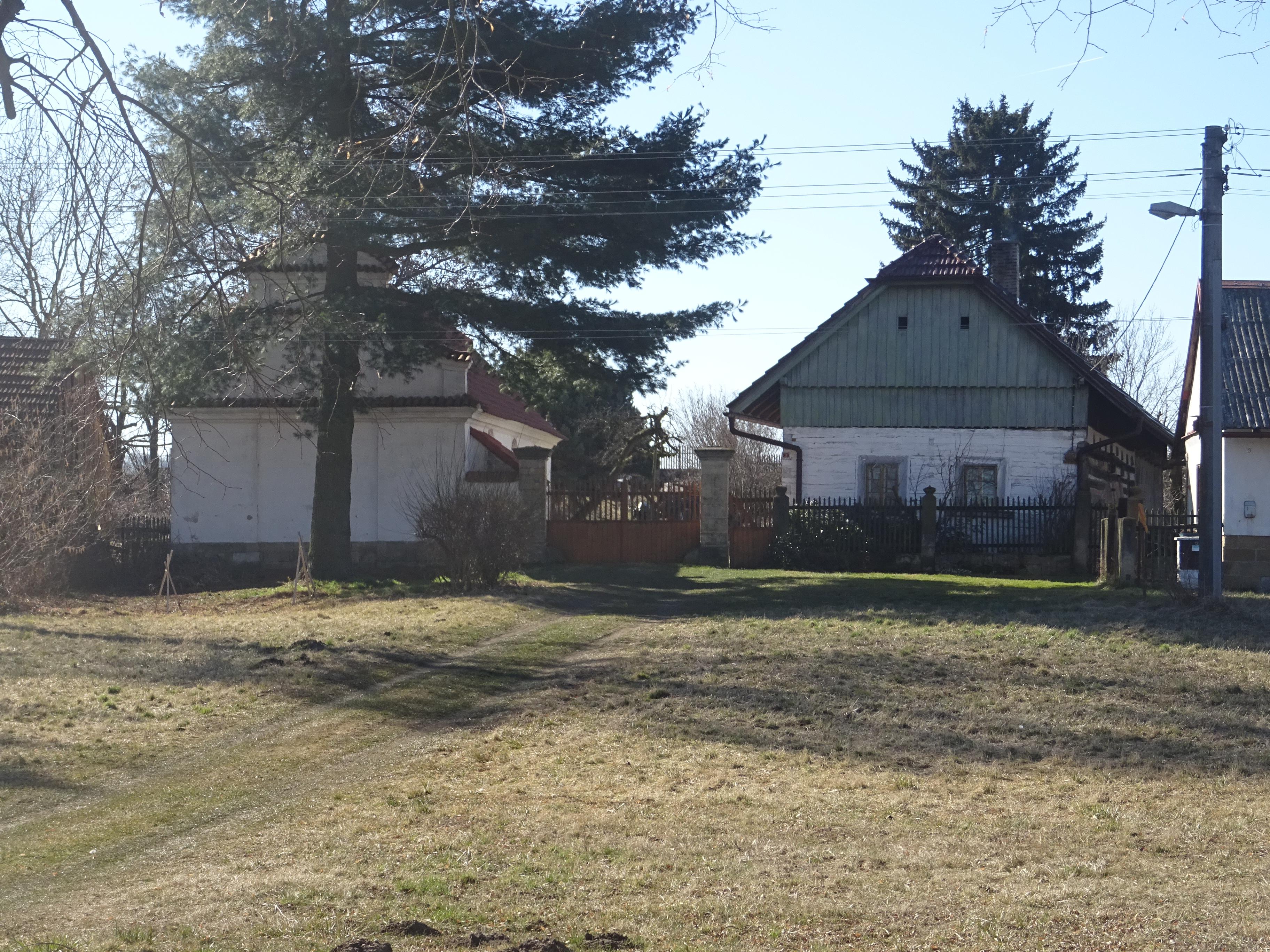
Hrobičany čp. 18

Příklady starších roubených domů bez podsíně, které byly později obezděny nebo nově vyzděny:
- Dům čp. 35 v Pamětníku
- Dům čp. 14 v Písku
- Dům čp. 3 v Sekeřicích
- Dům čp. 43 ve Staré Vodě

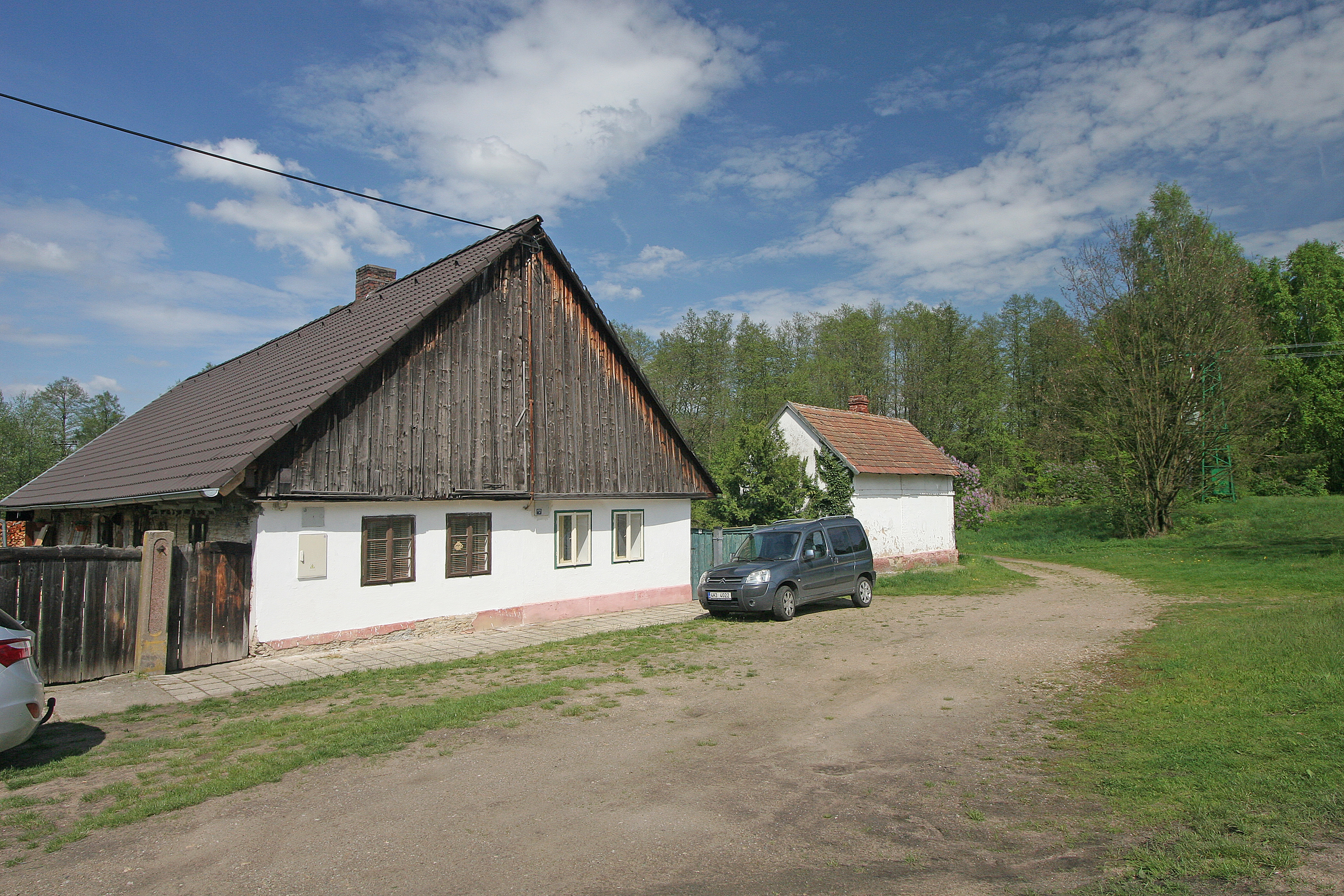
Pamětník čp. 35
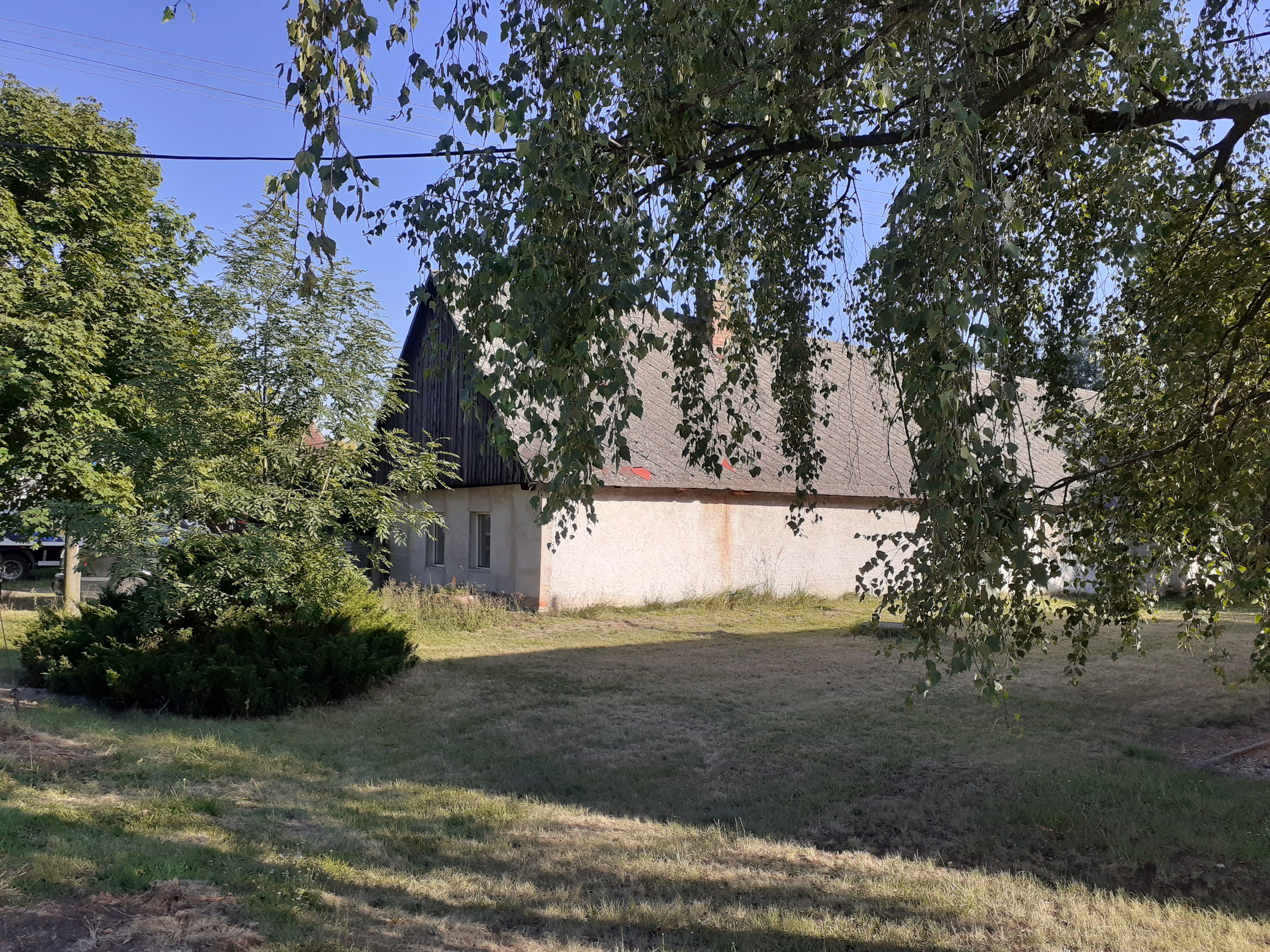
Písek čp. 14
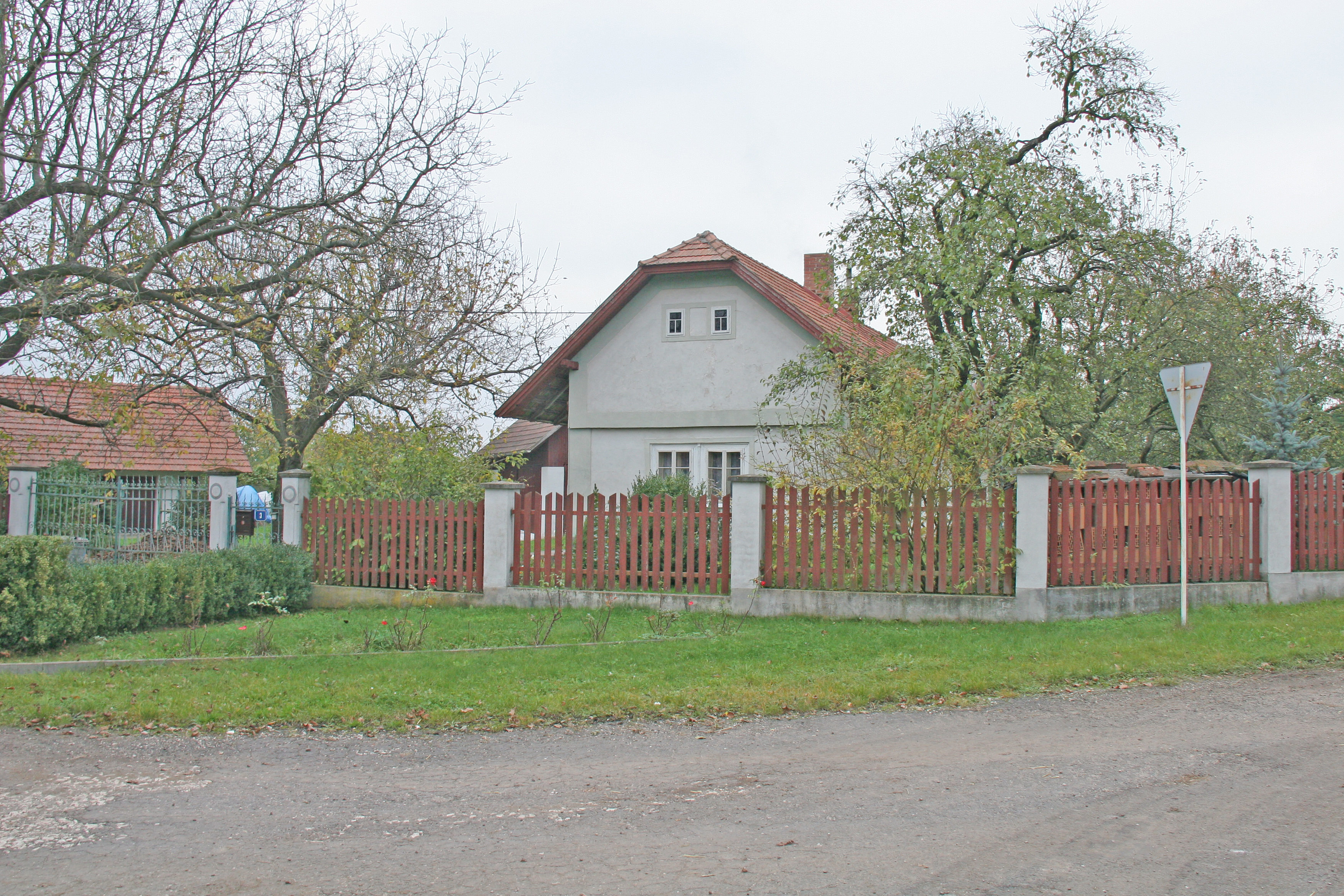
Sekeřice čp. 3
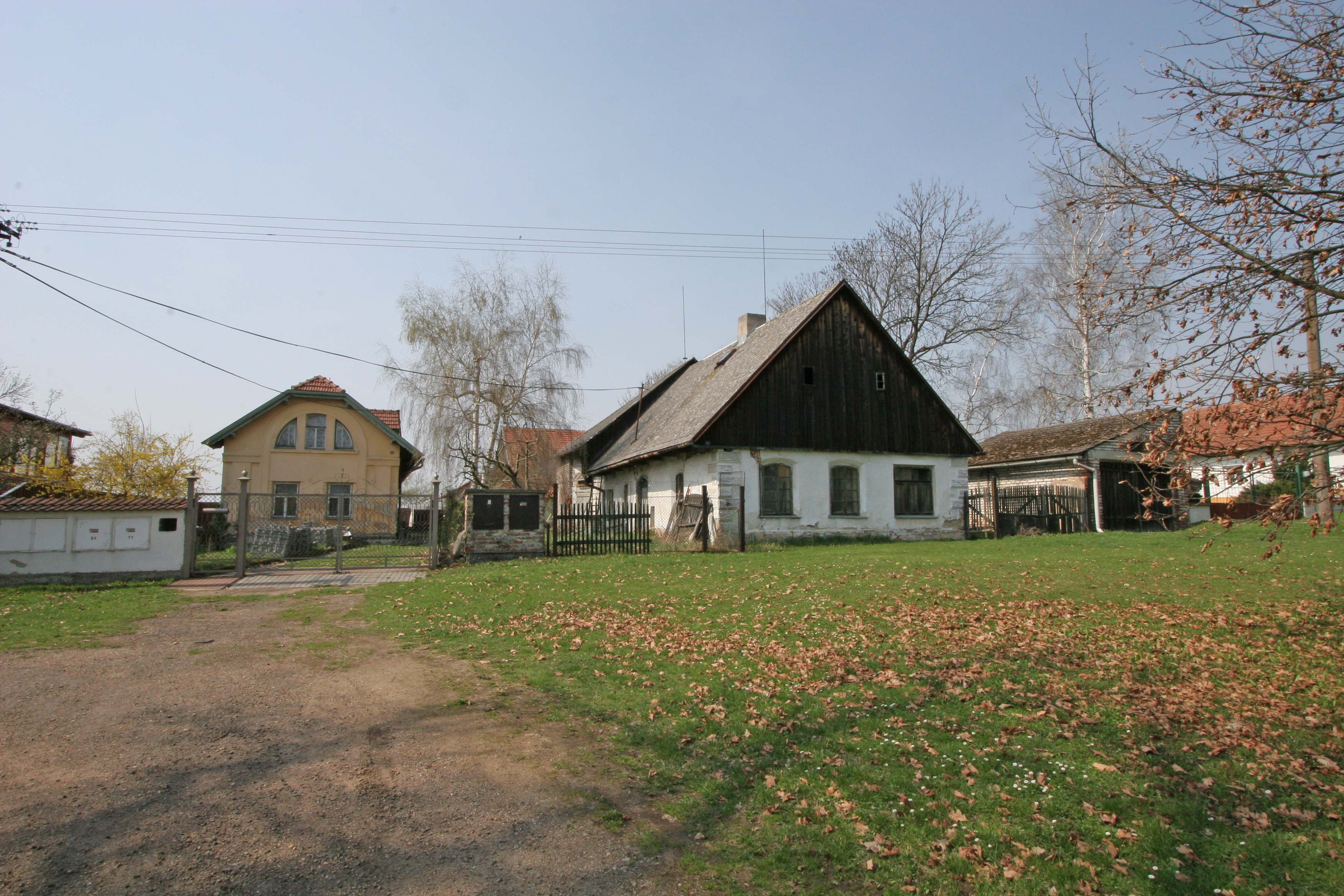
Stará voda čp. 43 (vpravo)

### Dům s podsíní
Polabský dům s podsíní se vyskytoval na území středního a východočeského Polabí, dosud je několik staveb zachováno především na Nymbursku. Zajímavé je, že podsíně se vyskytovaly především u malých usedlostí.
Zatímco v městské zástavbě sloužila podsíň typicky pro nabídku zboží a jako krytá komunikace podél domovních průčelí, ve vesnické zástavbě plnila zřejmě funkci dobře osvětleného a zároveň chráněného prostoru pro drobné práce (světnice mívala pouze malá okna a neposkytovala tak dostatek světla). Prostor byl ovšem využitelný jen v průběhu teplé části roku, čímž lze vysvětlit jeho uplatnění právě v klimaticky příznivém Polabí.
Zachovalou ukázkou tohoto typu domu je dům čp. 38 v Hlušičkách. Roubený dům je zvenčí omítnut. Předsunutý štít je vynesen na prodloužených trámech věnce domu a samotné loubí podsíně máš spíš dekorativní charakter.
Kovárna ve Starém Bydžově, rovněž s podsíní, byla postavená z trhanic a zbořená roku 1969. Její kopie je dnes postavena v Muzeu lidových staveb v Kouřimi.

Podobně chalupa s podsíní, která stála původně v Oskořínku čp. 65 na Nymbursku, byla v roce 2012 přesunuta do Polabského národopisného muzea v Přerově nad Labem.

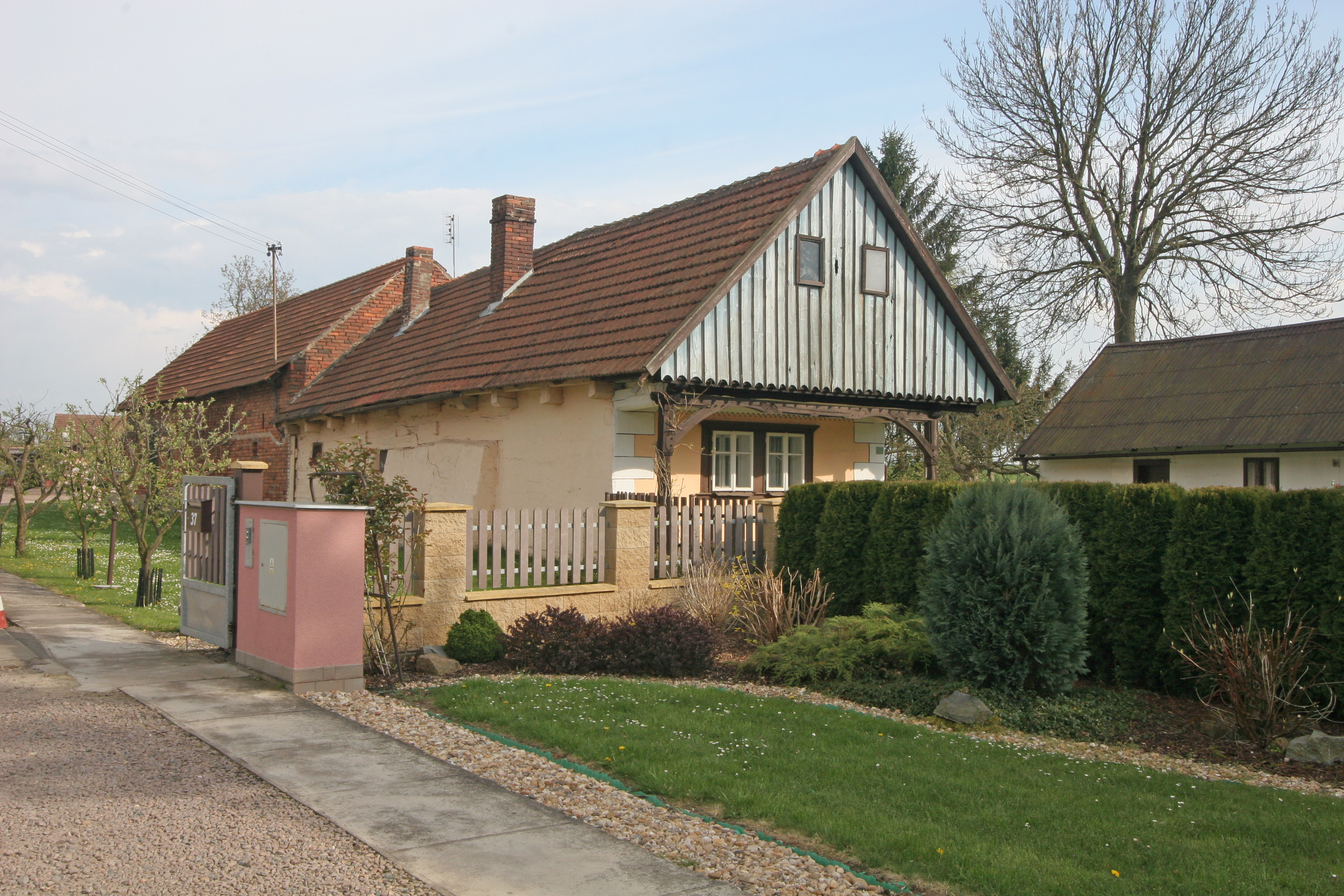
Hlušičky čp. 38
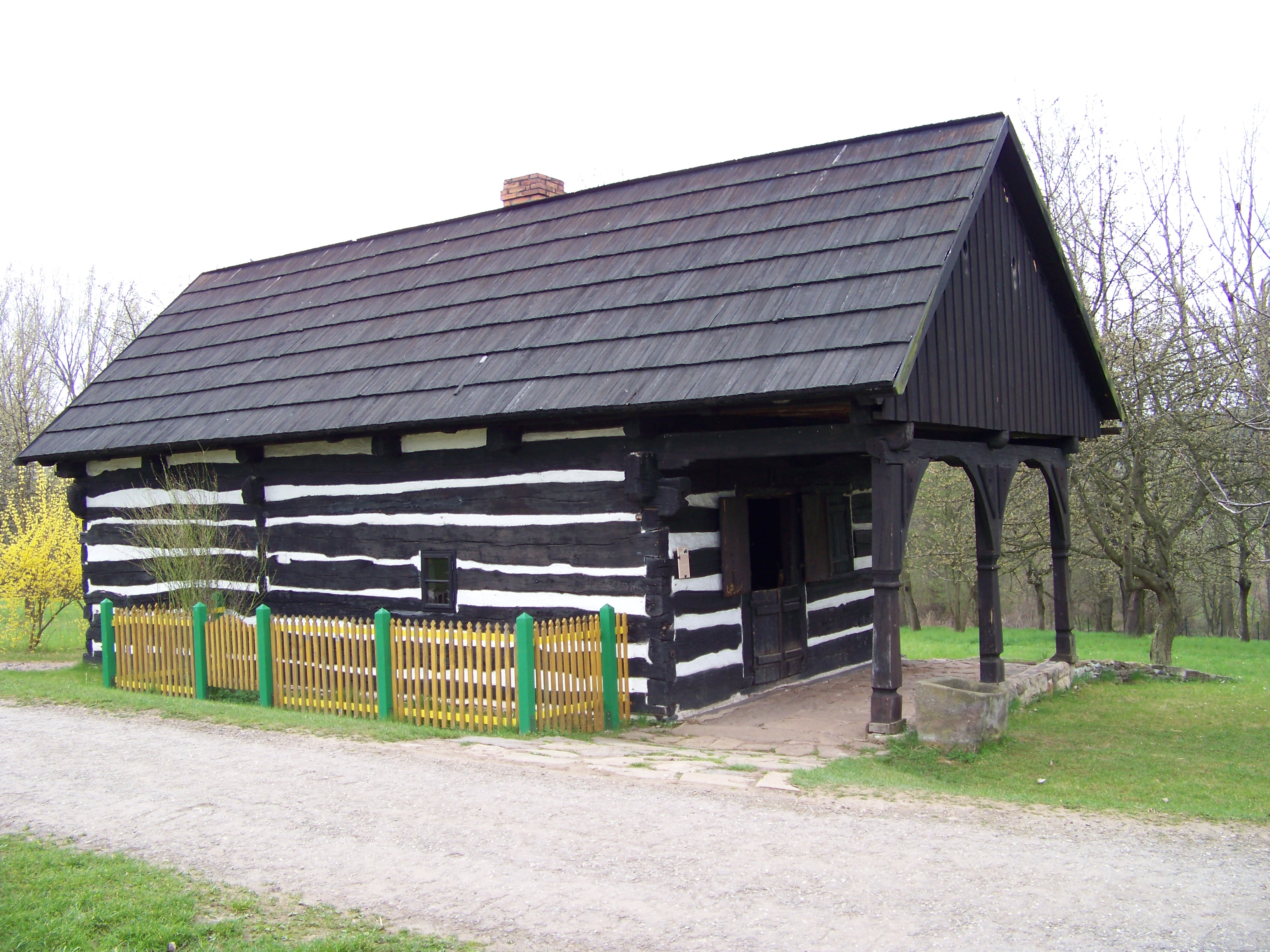
Kovárna ze Starého Bydžova v Muzeu lidových staveb v Kouřimi